# Craspedia preminghana
Craspedia preminghana là một loài thực vật có hoa trong họ Cúc. Loài này được Rozefelds mô tả khoa học đầu tiên năm 2002.